# Loveppears
Loveppears (stilizat ca LOVEppears; uneori scris Love appears) este al doilea album de studio al lui Ayumi Hamasaki. Urmând tendințele din muzică la acea dată, remixuri ale melodiilor de pe Loveppears au fost lansate pe un al doilea disc.
"LOVEppears" a avut vânzări de 1.201.870 de copii în prima săptămână. Timp de 64 de săptămâni s-a regăsit în topul Oricon, unde a deținut și prima poziție. LOVEppears este al 38-lea cel mai bine vândut album din istoria Japoniei .

## Informații
LOVEppears a fost lansat la mai puțin de un an după albumul de debut, A Song for XX. Între februarie și august 1999, Ayumi a lansat 5 single-uri, dintre care două au depășit bariera de un milion de copii. Trei alte single-uri, in serii limitate, au fost lansate ca urmare a cererii publicului. Cântecul „P.S II” este o continuare a lui „POWDER SNOW” de pe albumul anterior al lui Hamasaki. Cântecul conține noi versuri și un nou aranjament muzical. Remixul lui „WHATEVER” este o versiune extinsă a variantei „M” a cântecului, care a apărut prima oară pe CD-ul single-ului Whatever. Acest album a reprezentat începutul colaborării dintre Ayumi Hamasaki, DAI și HAL.

## Listă a pieselor
1. Introduction
2. Fly high
3. Trauma
4. And Then
5. immature "Album Version"
6. Boys and Girls
7. TO BE
8. End roll
9. P.S II
10. WHATEVER "Dub's 1999 Remix"
11. too late
12. appears "Album Version"
13. monochrome
14. Interlude
15. LOVE~refrain~
16. Who...

- kanariya (hidden track)